# Mesodina gracillima
The Northern Iris-skipper (Mesodina gracillima) là một loài bướm ngày thuộc họ Hesperiidae. Nó là loài đặc hữu của miền bắc bờ biển của Bắc Úc.
Sải cánh dài khoảng 30 mm.
Ấu trùng ăn Patersonia macrantha. They construct a vertical shelter made by joining the leaves of its host plant with silk. It rests in this shelter during the day. Pupation takes place inside the shelter.